# Расизам
Расизам се односи на веровања и праксу код којих се сматра да постоје урођене и карактеристичне разлике између одређених група људских бића које се могу мерити хијерархијски. Последица расизма је социјална, политичка и економска предност једне групе људи у односу на другу.
Расизам одваја групе људи на основу њихове расе, са намером сагледавања једне расе као важније и боље од других. Веровање да су особине и карактер појединаца повезани са њиховом расом, није обавезно расизам, јер то не значи да се једна раса сматра бољом од других. Чим постоји веровање да је једна раса супериорна над осталим расама, такво понашање се може назвати расизмом. Давање или одузимање привилегија на основу расе се зове расна дискриминација.
Ради се о предрасудама или у горим случајевима о идеологијама, које не уважавају равноправност свих људи и њихових група у самоостваривању људских права и слобода. У пракси, расизам производи поделу „раса“ или њихову дискриминацију, прама сопственим критеријумима. Расизам постоји током целе историје човечанства, али исто тако одувек постоје и растуће снаге које се против њега боре и све успешније га сузбијају.

## Етимологија, дефиниција и употреба
У 19. веку, многи научници су прихватали став да се људска популација може поделити на расе. Израз расизам  је именица која описује стање расистичког опхођења, тј. претпоставља се да се људска популација може класификовати према расама. Порекло корена речи „раса“ није јасно. Лингвисти се генерално слажу се да је дошла у енглески језик од средњофранцуског, али нема такве сагласности о томе како је дошла у језике латинског порекла, у општем случају. Недавно је предложено да је изведена из арапске речи ra's, што значи „глава, почетак, порекло“ или из хебрејске речи rosh, која има слично значење. Рани расни теоретичари генерално су сматрали да су неке расе биле инфериорне у односу на друге и они су консеквентно веровали да су диференцијални третмани раса потпуно оправдани. Те ране теорије су предводиле псеудонаучне истраживачке претпоставке; колективна настојања да се адекватно дефинишу и формирају хипотезе о расним разликама се генерално називају научним расизмом.
Данас, већина биолога, антрополога, и социолога одбацује таксономију раса у корист специфичнијих и/или емпиријски проверљивих критерија, као што су географија, етничка припадност или историја ендогамије. До данас, постоји мало доказа у истраживањима људског генома која би указивала на то да се раса може дефинисати на начин који би био користан у одређивању генетске класификације људи.

## Историја
Сама мисао да цивилизација мора да брани свој интегритет играла је улогу и у античкој Грчкој и Риму. На пример, римски песник Клаудије Клаудијан написао је да из разлога очувања цивилизације не сме да дође до сједињавања Римљана и афричких варвара и да ће обојено копиле упрљати колевку. Оријенталиста и дипломата Жозеф Артур Гобино тврдио је да помешани односи води ка неспособности да се одржи развој и просперитет јер постоје тзв. расе више и ниже. За њега највиша раса била је раса бела а најнижа раса јеврејска. На мисли Жозефа Артура Гобина надовезује и књига Основи 19. века чији је аутор у немачкој живећи енглески песник и филозоф Хјустон Стјуарт Чемберлен.

## Извори, природа и последице расизма
Расизам је квазинаучна теорија вредносне сегрегације људских група према којој њихова психобиолошка својства одлучујуће одређују и укупне биоантрополошке потенцијале, социокултурни развој и историјску улогу. Почива на погрешним или погрешно интерпретираним генетичким, социобиолошким, селекцијским и другим претпоставкама – тенденциозне и идеологизиране – групне дискриминације. То схватање продубљује апсолутним поистовећивањем групних и индивидуалних особина. Према расистима, сваки припадник (њихове сопствене) „супериорне“ групе је у свим елементима свог биоантрополошког и социокултурног бића надмоћно вреднији од било ког члана подређене („инфериорне“) групе. Тражењем неутемељених веза између биолошких (генетичких) и културних групних својстава, посебно у области интелигенције, понашања, општих менталних способности и карактера личности, они „расној супериорности“ дају значење и урођене и непроменљиве вредности.
Изворни узроци „расне дискриминације“ су примарно друштвене и економске природе, а њени суштински циљеви су у свестраној експлоатацији потлачених група. Њена жртва могу бити и тзв. „друштвене расе“, које имају веома мало заједничког са биоантрополошким смислом међугрупних разлика. Тако „друштвена раса“ може бити дефинисана културним, религијским, економским или било којим другим особеностима које јој дају препознатљива групна обилежја. У таквим случајевима, расизам примењује обрнуту логику сопствених изворних начела: према лажној поставци да су културне карактеристике последица деловања наследних биолошких чинилаца и испољавања одређених социокултурних посебности дискриминиране групе изводи се закључак о њеној засебној расној припадности.
Обесправљене људске групе расисти најчешће сматрају мање вредним, биолошки (генетички) и културно инфериорним, интелектуално неспособним, леним и недозрелим. Насупрот томе, најшири слојеви прогресивне научне и културне – цивилизиране јавности су уверени да се будућност човечанства може разумно градити само на темељу објективних научних чињеница, које већ деценијама истичу најугледнији светски антрополози и генетичари.
У екстремним формама, расизам се испољава у историјским периодима и подручјима у којима одређена „расно“, етнички, религијски, социјално, економски (или другачије) дефинисана група на тај начин покушава оправдати и доказати своје априорно „право“ на повлашћен социобиолошки, културни и општи друштвени положај. Прве евиденције о расној дискриминацији потичу још из античких времена, када су Грци и Јевреји остале људске групе сврставали у „мање вредне“ варваре и гоје. Социјална сегрегација је нарочито изражена код Индијаца, код којих „супериорне“ касте чине владајући аријевски слој, а покорена „раса“ дравида обухвата све „ниже“ касте. Посебно интензивно, расизам буја у XVI и XVII веку, у време нехумане опште дискриминације домородаца новооткривених подручја и континената. Црнце, Индијанце и друге „расне групе“, колонизатори сматрају мање вредним и, без изузетка, биолошки и културно инфериорним. Паралелно с тим и бруталном тиранијом, експлоататори радне снаге и природних ресурса организовано и систематски онемогућавају процесе културног, економског и националног освешћивања, односно опће еманципације израбљиваних народа.
Теоријску основу новијег расизма формулисао је Гобино (француски дипломата и књижевник) тридесетих година XIX века. Она почива на научно апсурдној тврдњи да су „расна обележја“ непроменљива и да су одређени народи трајни и искључиви носиоци особитих способности (које иманентно поседује сваки њихов припадник). Својом инкохерентном тезом о супериорности „долихокефалне“ (дугоглаве) „расе“ у великој мери је инспирисао и усмерио многе касније расистичке теорије. Неславан и релативно утицајан допринос развоју расизма крајем XIX и почетком XX века дали су социјалдарвинисти, а посебно пољски правник и социолог Глумповицз. Према њима, целокупна еволуција човечанства суштински је усмеравана дарвинистичком селекцијом у „међурасној“ борби за опстанак.
Савремене форме расизма су посебно биле изражене у јужноафричком апартхејду (идеологији и пракси донедавно владајуће беле мањине) и одређеним расистичким организацијама, које (попут Кју-клукс-клана - ККК у САД) различитим видовима застрашивања, тероризмом и убиствима желе да приморају „обојене“ на слепу послушност и прихватање статуса опште инфериорности.

### Јеврејскирасизам уТалмуду
Јевреје звати људским бићима, али не-Јевреји нису људи. Они су звери.— Baba Mezia, 114B
Акум је као пас. О да, списи уче да више поштујете пса него не-Јевреја.— Ereget Raschi Erod, 22;30
Јевреје звати људима, хришћане не звати људима.— Kerithut, 6B
Хришћане сажаљевати ништа више него болесне свиње.— Orach Chaiim, 57;6A
Псалмисти да пореде хришћане са нечистим животињама.— Kethuboth, 110B
Сексуални сношај хришћана је исти као код звери.— Sanhedrin, 74B
Сој хришћана је вредан као и сој звери.— Kethuboth, 3B
Хришћани као људи су обичне гузице.— Kidduschim, 68A
И поред тога што не-Јевреји имају исти облик тела као и Јевреји, они су у поређењу са Јеврејима као мајмун са човеком.— Schene Luchoth Haberith, 250B

## Геноцид
Геноцид (грч. γενετικός – генеричко, γένεσις – порекло genos = племе, род, народ + лат. occidere = убити) је најекстремнији – по жестини најдрастичнији, по методима често најбруталнији, а по последицама најпогубнији – вид расне дискриминације. Ово „народоморство“ (тј. „злочин геноцида“) је, дакле, најтежа крајност „злочина против човечности“ – усмерена на истребљење и уништавање целих „расних“, етничких, националних, религијских и других група. Упоредо са биолошким искорењивањем групне жртве, бришу се и препознатљиви трагови њене материјалне и духовне културе („културоцид“), тј. уништава се њено свеукупно биоантрополошко и социоантрополошко биће.
У ближој прошлости жртве геноцида су најчешће били народи чије су постојбине запоседали колонијални освајачи или други агресивни претенденти на туђе територије. Трагичну геноцидну кулминацију расизма остварује нацистичка Немачка, крајем тридесетих и почетком четрдесетих година XX века. Та званична државна идеологија „теоријски“ је оправдавана тезом о глобалној историјској мисији (биолошки супериорне и предодређене) „аријевске расе“ („надљудî“, упореди: „небески народ“). Према нацистичком законодавству, сви неаријевски појединци и групе су мање вредни и априорно неспособни за обављање културних, уметничких, просветних, техничких и осталих јавних и многих других „елитних“ функција и послова. Та нехумана хајка на „нечисту крв“ резултирала је масовним геноцидом над Јеврејима, Ромима, славенским и другим припадницима „нижих раса“, у којем су уништени животи милиона невиних људи.
| Темељни међународни документи у борби за уклањање свих облика расизма и геноцида | | |
| Документ                                                                         | Година | Најбитније одреднице |
| Декларација о људским правима                                                    | 1929. | “Свака држава је међународно обавезна да призна једнако право сваког појединца на живот, слободу и својину, као и да на својој територији пружи пуну и укупну заштиту права без разликовања с обзиром на држављанство, пол, расу, језик и вероисповест“ |
| Универзална декларација о људским правима                                        | 1942. | “Сва људска бића се рађају слободна и једнака у достојанству и правима“ |
| Повеља УН                                                                        | 1945. | Обавеза УН је унапређивање „универзалног поштовања и уважавања људских права и основних слобода за све, без обзира на расу, пол, језик и вероисповест“ |
| Конвенција о спречавању и кажњавању злочина геноцида*                            | 1948. | „Геноцид је ускраћивање права на опстанак читавим људским групама, као што је хомицид ускраћивање права на опстанак појединим људским бићима – такво ускраћивање права на опстанак потреса људску савест, наноси велике губитке човечанству које је услед тога лишено културних и других доприноса ових људских група, и противи се моралним законима као и духу циљева УН.“*                                                                                         |
| Декларација о уклањању свих облика расне дискриминације                          | 1963. | Расна дискриминација је „свако разликовање на основу расе, боје коже, предака, националног или етничког порекла“. (Процес усвајања настављен 1966). |
| Међународна конвенција о уклањању свих облика расне дискриминације               | 1966, ступила на снагу 1969. | Расна дискриминација је „свако разликовање на основу расе, боје коже, предака, националног или етничког порекла“. |
| Напомене                                                                         | * Према Конвенцији (Члан II), геноцидним се сматрају ...“следећи акти, извршени са намером да се уништи, у целости или делимично, нека национална, етничка, расна или верска група као таква: - убијање чланова групе; - наношење тешких телесних и менталних повреда члановима групе; - свесно стављање групе у услове живота који треба да доведу до њеног уништења, у целости или делимично; - примена мера усмерених на спречавање рађања унутар групе; - принудно пребацивање деце из једне групе у другу.“ | * Конвенција не обухвата познате асимилаторске облике геноцида у којима се право на постојање одређених људских група може ускратити и без биолошког уништења, принудним лишавањем групе њеног културног идентитета (културоцид), тј. затирањем културних посебности по којима је препознатљива у широј заједници. Наметањем туђе културе, вере, језика, обичаја (итд.), реализује се најпре културолошка, а затим (постепено) и биолошка асимилација жртве геноцида. |

## Међународни дан елиминације расне дискриминације
Међународни дан елиминације расне дискриминације (енгл. International Day for the Elimination of Racial Discrimination), обележава се сваке године 21. марта, као сећање на тај дан 1960. године, када је у Шарпвилу, Јужна Африка, полиција отворила ватру и убила 69 демонстранта, који су мирно протестовали против режима апартхејда и закона који ограничава кретање небелачког становништва. Генерална скупштина Уједињених нација је 1966. године, 21. март прогласила даном елиминације свих облика расне дискриминације.